# Hester Albach
Hester Albach (* 4. November 1953 in Amsterdam) ist eine niederländische Autorin.

## Leben
Albach studierte, ohne Abschluss, Kunst an der Gerrit Rietveld Academie. Sie arbeitet als Übersetzerin aus dem Englischen und als Werbetexterin. Sie debütierte bereits 1975 mit dem Roman Het debuut, der in den Niederlanden Aufsehen erregte, 1977 verfilmte Nouchka van Brakel den Stoff zum gleichnamigen Film. 1977 erschien von ihr die Erzählung Een gezonde relatie. 1997 erschien von ihr der Roman Evenbeelden und 1999 ein Band Kurzgeschichten.
Albach veröffentlichte 2009 eine Biografie über Léona Delcourt, die 1926 die Nadja des Surrealisten André Breton war, zunächst in französischer Übersetzung.
Albach lebt mit ihrem Mann in Baarn und in Frankreich.

## Werke (Auswahl)
- Het debuut. Peter Loeb, Amsterdam 1975, ISBN 90-6213-007-0
- Een gezonde relatie. Erzählung. Loeb & Van der Velden, Amsterdam 1977, ISBN 90-6213-024-0
  - Das Debüt und Ein gesundes Verhältnis. Dt. von Siegfried Mrotzek. Wiesbaden, München : Limes-Verlag 1977
- Evenbeelden. Roman. De Prom, Baarn 1997, ISBN 90-6801-537-0
- Een druppel goud. Erzählungen. De Prom, Baarn 1999, ISBN 90-6801-560-5
- Léona, héroïne du surréalisme. Aus dem Niederländischen von Arlette Ounanian. Actes Sud, Arles 2009. ISBN 9782742780273[2]